# 白廳之役
白廳之役於1862年12月16日發生在北卡羅來納州的韋恩郡，是南北戰爭中北軍為遠征及控制北卡羅來納的戈爾茲伯勒而發動的第2場戰役。

## 戰事
北軍軍官佛斯特與10,000名北軍繼續向戈爾茲伯勒推進，雙方打了一會後就各自退出，戰役結束。

## 戰事結束
南北雙方傷亡人數為150。